# Université al-Azhar de Gaza
L'université al-Azhar de Gaza (en arabe: جامعة الأزهر بغزة) est une université palestinienne fondée en 1991 et située à Gaza. Le fondateur de l'université est Riyad Hassan El-Khoudary et l'actuel président est Omar Melad.

## Historique
Pendant la guerre à Gaza dpeuis 2023, l'université est bombardée par l'aviation israélienne le 26 octobre et détruite par cette dernière le 4 novembre,.